# Silvestre Santaló i Palvorell
Silvestre Santaló i Palvorell (Albanyà, 20 de gener de 1875 - 1960), fou un pedagog català.
Fill de mestre, amb dos germans també mestres (Pere i Miquel), treballà en molt diversos llocs.
Va ser un dels més actius impulsors de l'acció renovadora pedagògica de les comarques gironines. Era partidari de l'escola activa. Fou defensor de la presència de la llengua catalana a l'escola.
El 1897 guanyà les oposicions i fou destinat a Vilanova de Bellpuig (Pla d'Urgell), on hi romangué durant 4 anys, fins al 1901.
Per concurs de trasllat anà a Camallera (Alt Empordà) on va casar-se amb Consol Sors filla del metge del poble el setembre del 1903, amb qui va tenir set fills: Neus, Marcel, Joan, Lluís, Dolors, Xavier i Maria. Hi va passar tres anys, va fer unes oposicions a Madrid i fou destinat a Reus.
Un any i mig després, l'1 de desembre de 1905, arribà al Grup Escolar de Girona (avui, CEIP Joan Bruguera), i ja no se'n mogué. El 1933, en inaugurar-se l'Escola Graduada Ignasi Iglesias (des del 1939, CEIP Montjuïc), en fou nomenat director.
Acabada la  Guerra Civil, el 1944, se'l va sancionar amb "suspensió de treball i sou per dos anys, trasllat fora de Catalunya sense poder sol·licitar cap vacant en dos anys i inhabilitació per al desenvolupament de càrrecs directius i de confiança en institucions culturals i d'ensenyament fins a acordar-se la jubilació forçada de l'interessat." Per estalviar-se el trasllat, demanà la jubilació voluntària. Va morir, gairebé cec l'any 1960, amb 85 anys.
La seva tasca professional va durar gairebé mig segle.
Va publicar una "Historia Sagrada (con problemas de ética)", reeditada el 1941. Aquest treball tenia la particularitat d'incloure, al final de cada capítol o lliçó, uns problemes d'ètica que els infants havien de resoldre. Aquests qüestionaris s'avançaven a la pedagogia de la seva època.
En reconeixement dels seus mèrits, l'Ajuntament de Girona va donar el seu nom a una de les escoles de Salt, el CEIP Silvestre Santaló (en el moment de la inauguració, el 26 de març de 1976, Salt estava annexionat a Girona).